# Lev Tolstoj
Lev Nikolàevič Tolstòj, storicamente italianizzato in Leone Tolstoi (in russo Лев Николаевич Толсто́й? [ˈlʲɛf nʲɪkɐˈɫaɪvʲɪtɕ tɐɫˈstoj] ; Jàsnaja Poljàna, 9 settembre 1828 – Astàpovo, 20 novembre 1910), è stato uno scrittore, filosofo, educatore e attivista sociale russo.

Firma di Lev Tolstoj

Divenuto celebre in patria grazie a una serie di racconti giovanili sulla realtà della guerra, il nome di Tolstoj acquisì presto risonanza mondiale per il successo dei romanzi Guerra e pace e Anna Karenina, a cui seguirono altre sue opere narrative sempre più rivolte all'introspezione dei personaggi e alla riflessione morale. La fama di Tolstoj è legata anche al suo pensiero pedagogico, filosofico e religioso, da lui espresso in numerosi saggi e lettere che ispirarono, in particolare, la condotta nonviolenta dei tolstoiani e del Mahatma Gandhi.

## Biografia
La vita di Tolstoj fu lunga e tragica, dominata da una profonda tensione. Tolstoj ebbe un'incessante, tormentosa evoluzione interiore, lottò con se stesso e con il mondo, e questa lotta, talora impetuosa, alimentò senza sosta l'impulso creativo. Perciò lo studio della sua vita, come ha scritto Igor Sibaldi, richiede impegno e fatica:
Una traccia per accostarsi alla sua vita la offrì Tolstoj stesso, quando scrisse, negli ultimi anni, che essa poteva essere divisa in quattro periodi fondamentali:

### Infanzia

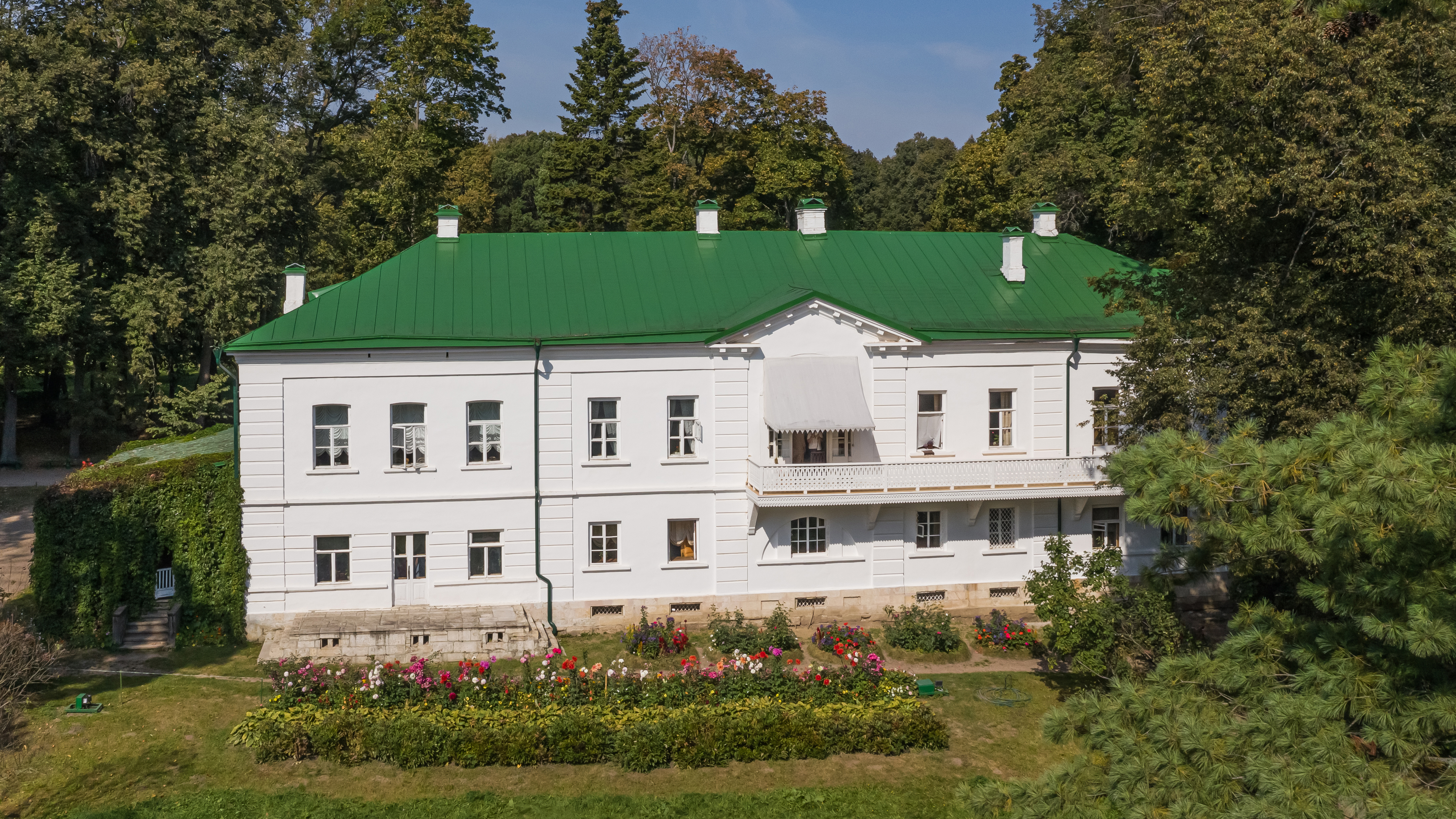
Jasnaja Poljana

Lev Nikolaevič Tolstoj nasce il 9 settembre 1828 nella tenuta Jasnaja Poljana nel distretto di Ščëkino (governatorato di Tula). I genitori sono d'antica nobiltà: la madre, di cinque anni maggiore del marito, è la principessa Marja Nikolàevna Volkonskaja (Jasnaja Poljana era la sua dote di matrimonio), mentre il padre Nikolàj Il'ìč è discendente di Pëtr Andreevič Tolstoj, che aveva ottenuto il titolo di conte da Pietro il Grande.
La madre, di cui Lev non conserverà alcun ricordo, muore quando egli ha appena due anni. Dopo qualche anno muore anche il padre (corse voce che l'avessero avvelenato i suoi due servi prediletti; Lev lo ricorderà come mite e indulgente) lasciandolo precocemente orfano. Fu così allevato da alcune zie molto religiose ed educato da due precettori, un francese e un tedesco, che diventeranno poi personaggi del racconto Infanzia. Scriverà di sé:

### Giovinezza e prime opere

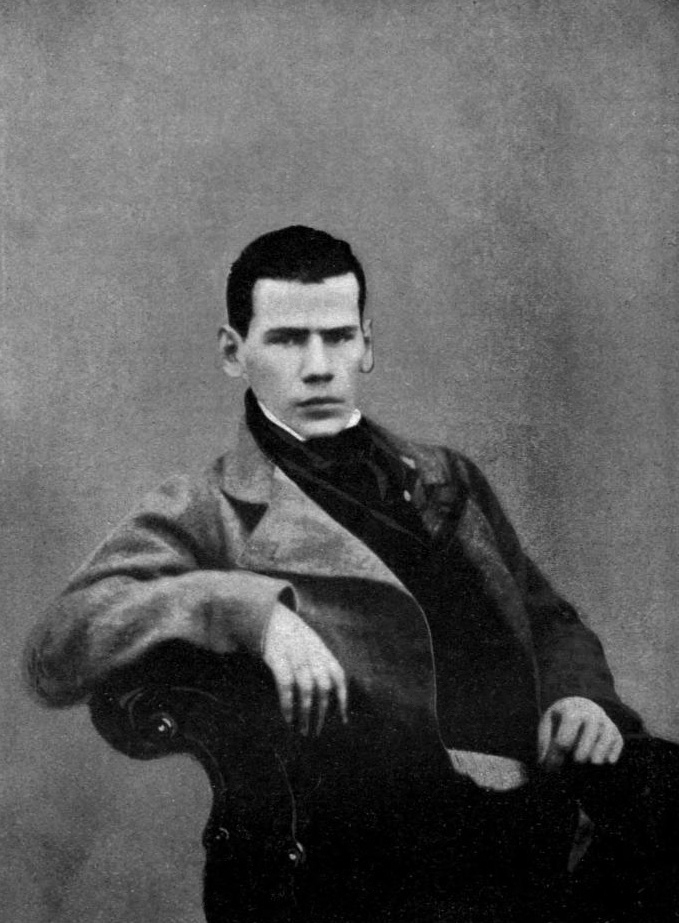
Tolstoj all'età di vent'anni, nel 1848

Nel 1844 si iscrive all'università di Kazan' (nell'attuale Tatarstan), prima alla facoltà di filosofia (sezione di studi orientali, dove supera gli esami di arabo e turco), poi, l'anno dopo, a quella di giurisprudenza, ma per via dello scarso profitto non riuscirà mai a ottenere la laurea; provvede quindi da solo alla propria istruzione, ma questa formazione da autodidatta gli provocherà spesso un senso di disagio in società.
La giovinezza dello scrittore è disordinata, tempestosa: a Kazan passa le serate tra feste e spettacoli, perdendo grosse somme al gioco d'azzardo (circa dieci anni dopo, a Baden-Baden, perderà ancora rovinosamente al gioco e lo salverà l'amico Turgenev concedendogli un prestito) ma intanto legge molto, soprattutto filosofi e moralisti. Particolare influenza ha su di lui Jean-Jacques Rousseau:
Non a caso, l'opera della conversione di Tolstoj, scritta trent'anni dopo, si intitolerà appunto – similmente all'autobiografia rousseauiana – La confessione (1882). Autori come Rousseau, Sterne, Puškin, Gogol' insegnano allo scrittore in erba un principio fondamentale: in letteratura sono importanti soprattutto la sincerità e la verità.
Proprio sotto questi influssi nascono le opere letterarie di Tolstoj: nel 1851 avviene la prima redazione del racconto Infanzia (che uscirà sulla rivista di Nekrasov Sovremennik nel 1852, firmato con le sole iniziali) e la stesura di un altro racconto, incompiuto, Storia della giornata di ieri. Lo scopo di quest'ultimo, secondo le parole dell'autore, era estremamente semplice e insieme complicatissimo, quasi irrealizzabile: «descrivere una giornata, con tutte le impressioni e i pensieri che la riempiono». Da questo germe si può già intravedere lo sviluppo della possente pianta: tendenza all'introspezione e alla vita reale. Tolstoj resterà fino alla fine un incrollabile realista. L'immaginazione slegata dalla realtà è quasi inesistente nei suoi libri. L'unica possibilità di utilizzare la fantasia consiste nell'elaborazione di qualche particolare, di qualche sfumatura che appartiene però a un oggetto assolutamente reale.
Anche il successivo racconto, pubblicato sempre su Sovremennik, è ispirato a criteri di verità quasi naturalistici: L'incursione (1853), che nasce dal ricordo di un'autentica scorribanda compiuta da un battaglione russo in un villaggio caucasico.

### L'esperienza della guerra
Tra il 1851 e il 1853 Tolstoj, seguendo il fratello maggiore Nikolaj, partecipa alla guerra nel Caucaso, prima come volontario, poi come ufficiale d'artiglieria. Nel 1853 scoppia la guerra russo-turca e – dietro sua richiesta – Tolstoj viene trasferito in Crimea, dove difende il bastione N. 4 di Malakoff durante l'assedio di Sebastopoli. Qui conduce la vita del soldato, combatte coraggiosamente, affronta rischi d'ogni sorta, osserva tutto con attenzione, guarda in faccia il pericolo, e tuttavia gli avvenimenti più tragici avvengono dentro di lui: si sente inquieto, costantemente in bilico tra la vita e la morte, ma col desiderio di dedicare la propria esistenza a nobili ideali. Nel Diario del 1854 – anno in cui pubblica Adolescenza (Отрочество [Otročestvo]) – annota: «La cosa più importante per me è liberarmi dai miei difetti: la pigrizia, la mancanza di carattere, l'irascibilità». Nel marzo del 1855 decide finalmente riguardo al proprio destino: «La carriera militare non fa per me, e prima me ne tirerò fuori, per dedicarmi totalmente alla letteratura, tanto meglio sarà».
«Tolstoj fu la luce più pura che abbia illuminato la nostra giovinezza in quel crepuscolo denso di ombre grevi del diciannovesimo secolo che tramontava.»
(Romain Rolland, Nobel per la letteratura)
«In quegli anni di fine secolo suscitò enorme risonanza in noi studenti la pubblicazione di scritti molto diversi fra loro: quelli di Nietzsche e di Tolstoj [...] Lo scrittore e pensatore russo esprimeva una visione ben diversa da quella del filosofo tedesco. Tolstoj era un sostenitore della cultura etica, e la considerava la verità profonda, raggiunta attraverso lunghe riflessioni ed esperienze di vita. Leggendo i suoi racconti noi ripercorrevamo assieme a lui il cammino verso la conoscenza della vera umanità e di una spiritualità semplice e schietta.»
(Albert Schweitzer, Nobel per la pace)
«Quarant'anni fa, mentre attraversavo una grave crisi di scetticismo e dubbio, incappai nel libro di Tolstoj Il regno di Dio è dentro di noi, e ne fui profondamente colpito. A quel tempo credevo nella violenza. La lettura del libro mi guarì dallo scetticismo e fece di me un fermo credente nell'ahimsā. Quello che più mi ha attratto nella vita di Tolstoj è il fatto che egli ha praticato quello che predicava e non ha considerato nessun prezzo troppo alto per la ricerca della verità. Fu l'uomo più veritiero della sua epoca. La sua vita fu una lotta costante, una serie ininterrotta di sforzi per cercare la verità e metterla in pratica quando l'aveva trovata. [...] Fu il più grande apostolo della non-violenza che l'epoca attuale abbia dato. Nessuno in Occidente, prima o dopo di lui, ha parlato e scritto della non-violenza così ampiamente e insistentemente, e con tanta penetrazione e intuito. [...] La vera ahimsa dovrebbe significare libertà assoluta dalla cattiva volontà, dall'ira, dall'odio, e un sovrabbondante amore per tutto. La vita di Tolstoj, con il suo amore grande come l'oceano, dovrebbe servire da faro e da inesauribile fonte di ispirazione, per inculcare in noi questo vero e più alto tipo di ahimsa.»
(Mahatma Gandhi)
La guerra di Crimea – cruenta e rovinosa per l'esercito russo – lascia un solco profondo nel giovane Tolstoj e gli offre, d'altra parte, abbondante materiale per una serie di racconti: il ciclo dei tre Racconti di Sebastopoli (Севастопольские рассказы [Sevastolpol'skie Rasskazi], 1855) e poi Il taglio del bosco (1855), La tempesta di neve (1856) e I due ussari (1856). Ispirate alle violenze della guerra, queste opere sconvolgono la società russa per la spietata verità e l'assenza di qualsiasi forma di romanticismo guerriero o di patriottismo sentimentale. Nessuno prima di lui ha descritto la guerra in quel modo: è una voce nuova nell'epoca d'oro della letteratura russa. Nel gennaio del 1856, Fëdor Dostoevskij scrive dalla Siberia a un corrispondente, parlando di Tolstoj: «mi piace molto, ma secondo me non scriverà molto (ma del resto, chissà, forse mi sbaglio)».
La censura esita ad autorizzare la pubblicazione dei tre Racconti di Sebastopoli: cerca di vietare il secondo «per l'atteggiamento derisorio nei confronti dei nostri coraggiosi ufficiali», ma alla fine lascia correre, pur imponendo tagli e modifiche. Nel 1856 vengono raccolti in un unico volume con il titolo Racconti di Guerra.

### La sensibilità verso le miserie sociali
Nel 1856 Tolstoj assiste il fratello Dmitrij, che muore di tubercolosi. Si interessa poi per migliorare le condizioni dei contadini di Jasnaja Poljana, ma questi sono diffidenti e rifiutano le sue proposte, come accade al protagonista de La mattinata di un proprietario terriero, racconto che Tolstoj pubblica in quell'anno, e come accadrà anche al protagonista di Resurrezione, romanzo di molti anni più tardi, di ispirazione parzialmente autobiografica.
Si apre per Tolstoj un periodo ricco di riflessioni, con ricerche, viaggi, un crescente interesse per l'istruzione popolare e l'attività di giudice di pace nelle contese tra proprietari e contadini – proprio a cavallo dell'abolizione della servitù della gleba (1861) – che stimolano in lui lo svilupparsi di una particolare sensibilità verso le ingiustizie sociali.
Sul versante della produzione letteraria, nei nove anni che vanno dai Racconti di guerra alla prima parte della grandiosa epopea Guerra e pace (1865), lo scrittore pubblica diversi altri racconti: Giovinezza (Юность [Junost'], 1857, ultimo della trilogia comprendente Infanzia e Adolescenza), Tre morti (1858), Al'bèrt (1858), Felicità familiare (1859), Idillio (1861) e Polikuška (Поликушка, 1863). Quest'ultimo riscuoterà, nel XX secolo, particolare apprezzamento da parte di Ignazio Silone, che scriverà:
Il 1863 è anche l'anno di pubblicazione de I cosacchi (Казаки [Kazaki]) – opera ispirata ai ricordi del Caucaso e lungamente rielaborata nel corso di un decennio – in cui sono evidenti gli echi della lettura rousseauiana e in cui si esprime, con entusiasmo, la nostalgia per la vita a contatto con la natura, semplice e felice.
Intanto, lo scrittore viaggia per l'Europa, dove ha modo di conoscere Proudhon, Herzen, Dickens. A sconvolgerlo sono gli abusi del potere, la miseria dei poveri, la pena di morte, contro la quale – dopo aver assistito a una condanna – prende posizione:
Ma, non di meno, lo angoscia la vita russa, specialmente quella dei contadini. In questi anni comincia così a manifestarsi, in maniera sempre più evidente, una caratteristica fondamentale della personalità tolstoiana: l'insoddisfazione di sé stesso, della propria esistenza, della propria opera.
Come Olenin – l'eroe dei Cosacchi, che rifiuta la società falsa e ipocrita per rifugiarsi nel Caucaso – anche Tolstoj, all'inizio degli anni sessanta, decide di abbandonare gli impegni mondani, compresi quelli letterari, per rifugiarsi nella propria tenuta, con l'intento di dedicarsi – nella scuola da lui stesso fondata – all'istruzione dei bambini del villaggio.

### Matrimonio e figli
Il 23 settembre 1862, dopo appena una settimana di fidanzamento, sposa la diciottenne Sof'ja Andrèevna, seconda delle tre figlie del medico di corte Bers. Lo scrittore, non volendole nascondere nulla, le fa leggere, alla vigilia delle nozze, i suoi diari intimi. La madre di Sof'ja, Ljubòv' Islàvina, era stata amica d'infanzia di Tolstoj.
Avranno tredici figli, cinque dei quali morti in età precoce:
| Nome       | Nascita | Morte              | Note |
| ---------- | ------- | ------------------ | --- |
| Sergèj     | 1863    | 1947 (Mosca)       | Diventerà compositore e critico musicale con lo pseudonimo di S.Brodinskij.                                               |
| Tat'jana   | 1864    | 1950 (Roma)        | Dirigerà il Museo Tolstoj a Mosca tra il 1923 e il 1925 e poi emigrerà in Francia e in Italia.                            |
| Il'jà      | 1866    | 1933 (New York)    | Diventerà scrittore, attore, regista e sceneggiatore con lo pseudonimo di Il'jà Dubrovskij; emigrerà dopo la rivoluzione. |
| Lev        | 1869    | 1945 (Skon)        | Diventerà scrittore e scultore con lo pseudonimo di L'vov; emigrerà anche lui.                                            |
| Marija     | 1871    | 1906               | |
| Pëtr       | 1872    | 1873               | |
| Nikolàj    | 1874    | 1875               | |
| Varvara    | 1875    | morta alla nascita | |
| Andrèj     | 1877    | 1916 (Pietrogrado) | Combatterà come volontario in guerra e poi diventerà funzionario del governatorato di Tula.                               |
| Michaìl    | 1879    | 1944 (Rabat)       | Intraprenderà la carriera militare ed emigrerà dopo la rivoluzione.                                                       |
| Aleksèj    | 1881    | 1886               | |
| Aleksandra | 1884    | 1979 (New York)    | Dirigerà delle scuole tolstojane a Jàsnaja ed emigrerà alla fine degli anni Venti.                                        |
| Ivàn       | 1888    | 1895               | |

Per inciso, Tolstoj, qualche anno prima di sposarsi, nel 1858, si era innamorato di Aksin'ja, una contadina dalla quale aveva avuto un figlio, che egli non aveva accettato di riconoscere e che molti anni dopo lavorerà, come cocchiere, per i Tolstoj. Sof'ja, venuta a conoscenza di questo episodio del passato del marito, fremette non poco di gelosia e scrisse: «Se potessi ucciderlo, e poi ricrearlo esattamente eguale, lo farei con piacere».

### Guerra e pace
Il destino di Tolstoj, dopo il matrimonio, non poteva essere quello di un tranquillo proprietario di campagna, tanto più che la vita familiare, all'inizio felice, stimolava persino i suoi istinti creativi: in sette anni portò a termine Guerra e pace (Война и мир [Vojna i mir], 1863-1869). La scelta di un tema storico, di fatti avvenuti cinquant'anni prima, non era un rifiuto a partecipare ai dibattiti sulle "grandi riforme", sullo scontro tra liberali e conservatori, sui primi attentati terroristici (o anarchici come allora venivano chiamati), anzi era una risposta proprio a quei dibattiti, agli attacchi dei democratici contro la struttura nobiliare, alla campagna per l'emancipazione della donna.
Molte delle nuove idee furono accolte da Tolstoj con scetticismo. Il suo ideale era una società "buona" e patriarcale, era la purezza della vita secondo natura. In Guerra e pace Tolstoj affrontò questioni fondamentali di carattere storico-filosofico, come il ruolo del popolo e dell'individuo nei grandi avvenimenti storici. Contrapponendo Napoleone a M.I.Kutuzov, l'autore volle polemicamente dimostrare la superiorità di Kutuzov, che aveva capito lo spirito delle masse e aveva afferrato l'andamento degli eventi che vanno assecondati e non contrastati.
Le due linee centrali del romanzo sono indicate dal titolo stesso: la "guerra" e la "pace". Attraverso l'intrecciarsi dei due motivi nasce un'unità, una sintesi dell'estetico e dell'etico, una summa della vita russa dell'inizio del XIX secolo, vista dall'interno. Due sono le date entro cui scorrono gli avvenimenti: il 1805, anno della prima, sfortunata campagna contro Napoleone che si chiude con la sconfitta di Austerlitz, e il 1812, anno della gloriosa guerra in patria che vede insorgere tutto il popolo russo in difesa del territorio nazionale. E se l'ambiente sociale in cui si muovono i protagonisti è l'alta nobiltà moscovita e pietroburghese, il sostrato autentico verso cui tendono è il popolo, la nazione contadina, per lo più passiva, ma che nei momenti cruciali riesce a imporre la propria volontà.
Nel ritrarre la nobiltà, Tolstoj non nasconde il proprio rifiuto, la propria intransigenza: pone da un lato il clan dei depravati Kuragin, malvagi portatori di male, di corruzione, e dall'altro i Rostov, serena immagine di una classe in declino, incapace di gestirsi economicamente ma portatrice di valori ancora accettabili. Su questo sfondo si stagliano i tre protagonisti, il cui cammino spirituale sovrasta quelli di tutti gli altri personaggi e che rappresentano degli alter ego dello scrittore: il principe Andrej Bolkonskij, fin dalle prime pagine in polemica con la società salottiera pietroburghese, è attratto dal sogno di gloria di un atto eroico (battaglia di Austerlitz), passa poi attraverso stadi di scetticismo e di indifferenza per rinascere alla vita attraverso l'amore per Natasha. La sua morte è un doloroso processo di illuminazione ed elevazione spirituale, simile a quello di Ivan Il'ic.

Anche Pierre Bezuchov entra nel romanzo contestando le idee dei nobili vicini alla corte: ma, personaggio più sensuale di Andrej, viene inizialmente attratto dai falsi valori impersonati dai Kuragin, che lo spingono a stravizi e a un matrimonio senza amore con la bellissima Hélène, sorella del fatuo e corrotto Anatole. Il desiderio di autoperfezionamento lo spinge verso la massoneria, ma la maturazione profonda avviene a contatto con il popolo di soldati-mužik durante la prigionia e soprattutto attraverso l'incontro con uno di loro, Platon Karataev, l'uomo giusto per eccellenza. Pierre incarna il vero, profondo tema universale del romanzo (affine in questo a Levin di Anna Karenina e a Nechljudov di Resurrezione): il tema dell'eterna ricerca, del continuo conflitto tra la realtà esterna, storica, e l'individuo che tende alla purificazione interiore. Lo slavista Ettore Lo Gatto si spinge fino a sostenere che 
Nataša Rostova è una forza della natura, simbolo vivente di una inafferrabile realtà politica, dell'"armonia del mondo" secondo Tolstoj, e in questo senso estranea ai tormenti intellettuali di Andrej. La sua spontaneità, la sua grazia, i suoi impeti infantili maturano faticosamente attraverso l'amore e la morte di Andrej, la volgare seduzione di Anatole Kuragin, il portatore del male che tenta anche lei, e infine l'incontro amoroso con Pierre.

### Anna Karenina

Tolstoj, ritratto da Ivan Nikolaevič Kramskoj nel 1873

Il romanzo successivo, Anna Karenina (Анна Каренина, 1873-1877), è un'opera aggressiva e polemica, che affronta gran parte dei problemi sociali di quegli anni. L'azione del romanzo si svolge in un ambiente che Tolstoj conosceva perfettamente: l'alta società della capitale. Tolstoj denuncia tutte le segrete motivazioni dei comportamenti dei personaggi, le loro ipocrisie e le loro convenzioni, e forse, quasi senza volerlo, mette sotto accusa non Anna, colpevole di aver tradito il marito, ma la società, colpevole di averla annientata.
La forza di Tolstoj artista si identificava con la potenza di Tolstoj moralista, il quale toglieva a chiunque l'arbitrio di giudicare, perché solo Dio può giudicare, come è detto nelle bibliche parole dell'epigrafe: «A me la vendetta, io farò ragione». Anna Karenina è l'antecedente di tutta una serie di romanzi del XX secolo, costruiti secondo i principi della psicoanalisi.
In molti punti il romanzo è autobiografico: nel personaggio di Levin, dedito alla conduzione delle proprie terre e alla famiglia, Tolstoj rappresenta se stesso, specialmente alla fine del romanzo, quando il sogno di Levin di raggiungere la sua felicità personale sembra realizzarsi, il dubbio della supremazia dell'egoismo risorge, ma la fede in Dio lo soccorre nel dare un senso alla sua vita. In alcuni splendidi personaggi femminili (non in Anna) sono riconoscibili certi tratti della moglie, che peraltro aiutò Tolstoj nella stesura dell'opera, consigliandolo su come far procedere la trama. Secondo lo scrittore Pavel Basinskij il prototipo reale di Anna Karenina va rintracciato in tale Anna Stepanovna Pigorova, suicidatasi per lancio sotto un treno merci in dispetto all'amante, un conoscente dello stesso Tolstoj.

### La conversione all'etica delDiscorso della Montagna
(Enzo Biagi)
Già in Anna Karenina Tolstoj si era accostato ad alcuni tormentosi problemi connessi con la sua crisi di scrittore e con il crollo dei valori dell'alta società che fino a poco tempo prima gli erano sembrati indistruttibili. Tra la fine degli anni settanta e l'inizio degli anni ottanta si sviluppò via via in lui una profonda crisi spirituale e una conseguente conversione morale ai Vangeli e al Cristianesimo, dapprima in obbedienza alla Chiesa ortodossa russa e successivamente (dal 1881, considerato da Tolstoj l'anno d'inizio della sua autentica rigenerazione interiore) in contrasto con essa: alla base del suo pensiero religioso rimarrà il Vangelo, ma epurato di ogni elemento soprannaturale, ponendo attenzione in particolare al Discorso della Montagna, che diventerà il cardine del suo modo di intendere la religione cristiana.
Accanto alle Sacre Scritture cristiane, Tolstoj meditava testi orientali (ad esempio buddhisti e taoisti), oltre che filosofici (tra cui Il mondo come volontà e rappresentazione), nella affannosa ricerca di risposte ai propri dubbi esistenziali. Abbracciò gradualmente una dieta vegetariana (per compassione verso gli animali) e cercò di praticare uno stile di vita di sobrietà e povertà. Il desiderio di non vivere nel lusso, di non possedere alcunché, di non mangiare più carne, tutte idee nient'affatto condivise dalla moglie di Tolstoj, furono alla base di un lacerante e interminabile conflitto casalingo. La famiglia, pur continuando a stare insieme, si "divise", per così dire, con le figlie – simpatizzanti per le idee del padre – da una parte, e dall'altra i figli maschi, in difesa della madre, la quale sempre più spesso si abbandonava a crisi di isteria contro le nuove visioni etiche – per lei folli e incomprensibili – del marito. A opporsi alle idee radicali di Tolstoj fu anche Dostoevskij, che aveva elogiato Anna Karenina ma non condivideva le concezioni non-violente del suo maggior rivale in ambito letterario; i due narratori si scambiarono pubbliche critiche e preferirono, per reciproca diffidenza, non incontrarsi mai di persona.

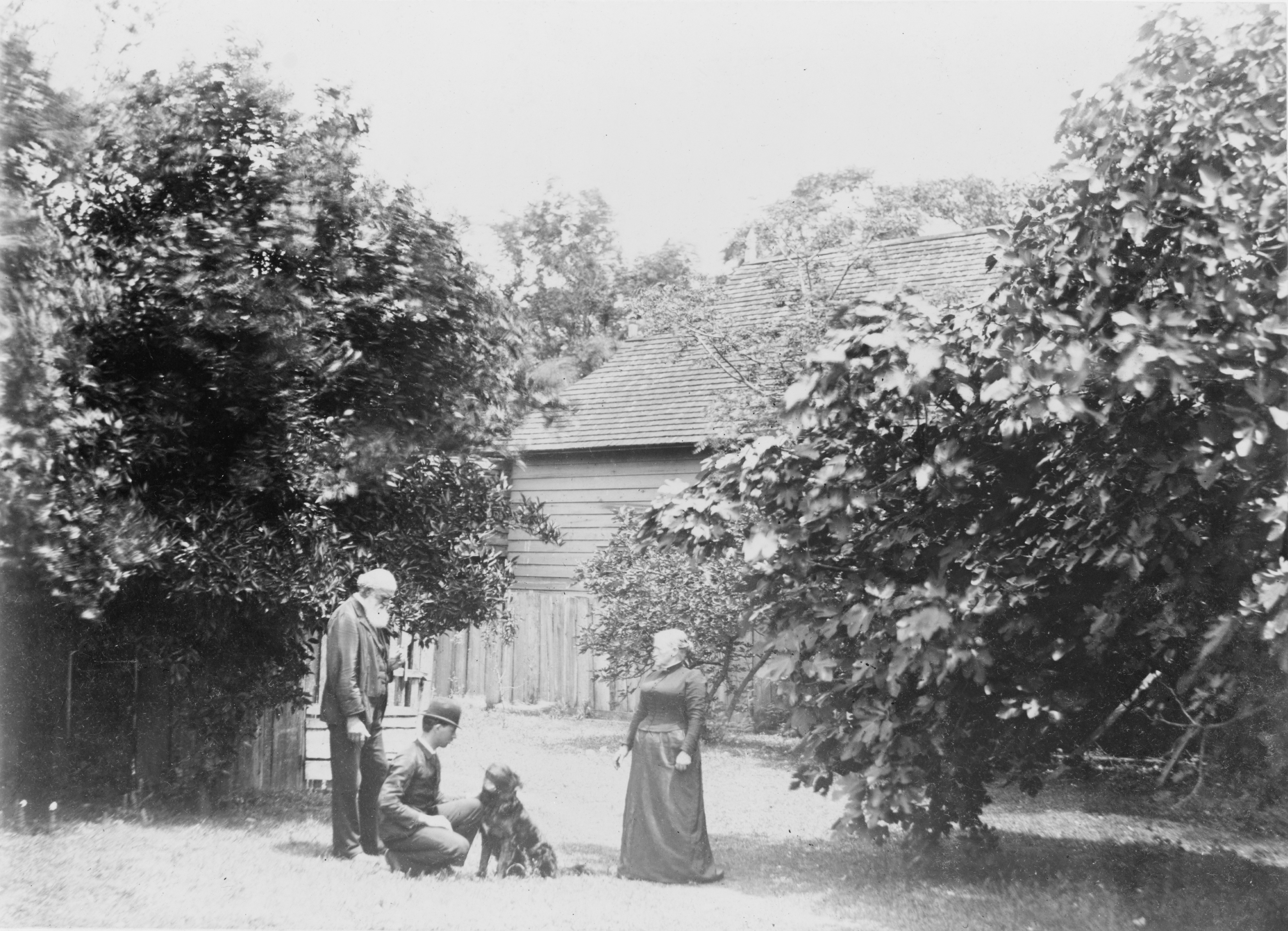
Tolstoj con la moglie, uno dei figli e un cane

Il 1880 è un anno che Tolstoj dedica pienamente allo studio critico-filologico dei Vangeli.
Nel 1881 Alessandro II viene assassinato e Tolstoj scrive al successore, Alessandro III, per esortarlo a essere clemente con gli attentatori del padre. Ma la richiesta non ha seguito: i colpevoli vengono impiccati e il nuovo zar instaura un regime repressivo con deportazioni e massacri, avvalendosi dell'okhrana, la polizia politica.
A partire dalla sua cosiddetta conversione, Tolstoj lavora instancabilmente, sino alla morte, a numerose opere saggistiche e autobiografiche – oltre che narrative e drammaturgiche – di carattere morale e religioso.
Trasferitosi con la famiglia a Mosca (dove rimarrà per diversi anni), nel gennaio del 1882 decide di partecipare al censimento della popolazione: è l'occasione per scoprire i mille volti della miseria di città, non meno drammatica di quella delle campagne. Queste esperienze tra i poveri saranno la base per il saggio Che fare? (o Che cosa dobbiamo fare?) del 1886.
Nella Confessione (1882) egli riferisce di aver attraversato, in concomitanza con la crisi spirituale, una profonda depressione, che stava per indurlo al suicidio, e di esserne uscito grazie all'idea di una religione vissuta con umiltà e semplicità insieme al popolo (da qui la critica alle filosofie elitarie e pessimiste del Qoelet e di Schopenhauer, che in un primo momento lo avevano attratto). Tolstoj descrive, in quest'opera che ha la forma di un diario, le fasi della propria conversione morale, avvenuta dapprima in linea con la Chiesa ortodossa e successivamente evolutasi in quello che oggi definiremmo un cristianesimo anarchico, cioè una fede dai forti tratti etici ma vissuta al di fuori delle Chiese ufficiali e anzi in contrasto con il clero e con i tradizionali dettami dogmatici.
Pavel Aleksandrovič Florenskij scriverà a Tolstoj una lettera appassionata, che probabilmente non gli verrà mai recapitata: ha appena letto la Confessione e – in preda anch'egli a una crisi spirituale – ne raccoglie la provocazione.
Nell'opera teatrale La potenza delle tenebre (1886) Tolstoj descrive la forza con cui l'egoismo e il vizio possono avviluppare l'anima umana, alla quale resta però sempre possibile il riscatto morale.
In Della vita (o Sulla vita, 1887-1888) egli cerca di sintetizzare, capitolo dopo capitolo, le riflessioni che sta raccogliendo in questi anni sul senso della vita e della morte.
Lo scrittore, col maturare della "conversione" e lo svilupparsi delle proprie riflessioni religiose, abbraccia con fervore ideali radicalmente pacifisti, nella convinzione che solo l'amore e il perdono, come insegnato dal Discorso della Montagna, possano unire le genti e dar loro la felicità; queste idee vengono da lui espresse, ad esempio, nella già citata Lettera allo zar (1881) e nella Lettera a Enghelgardt (1882-1883), e sviluppate ampiamente nei saggi La mia fede (1884) e Il regno di Dio è in voi (1893), culmine della conversione morale di Tolstoj e fra gli antesignani della filosofia non-violenta contemporanea.

### Un impegno a tutto campo

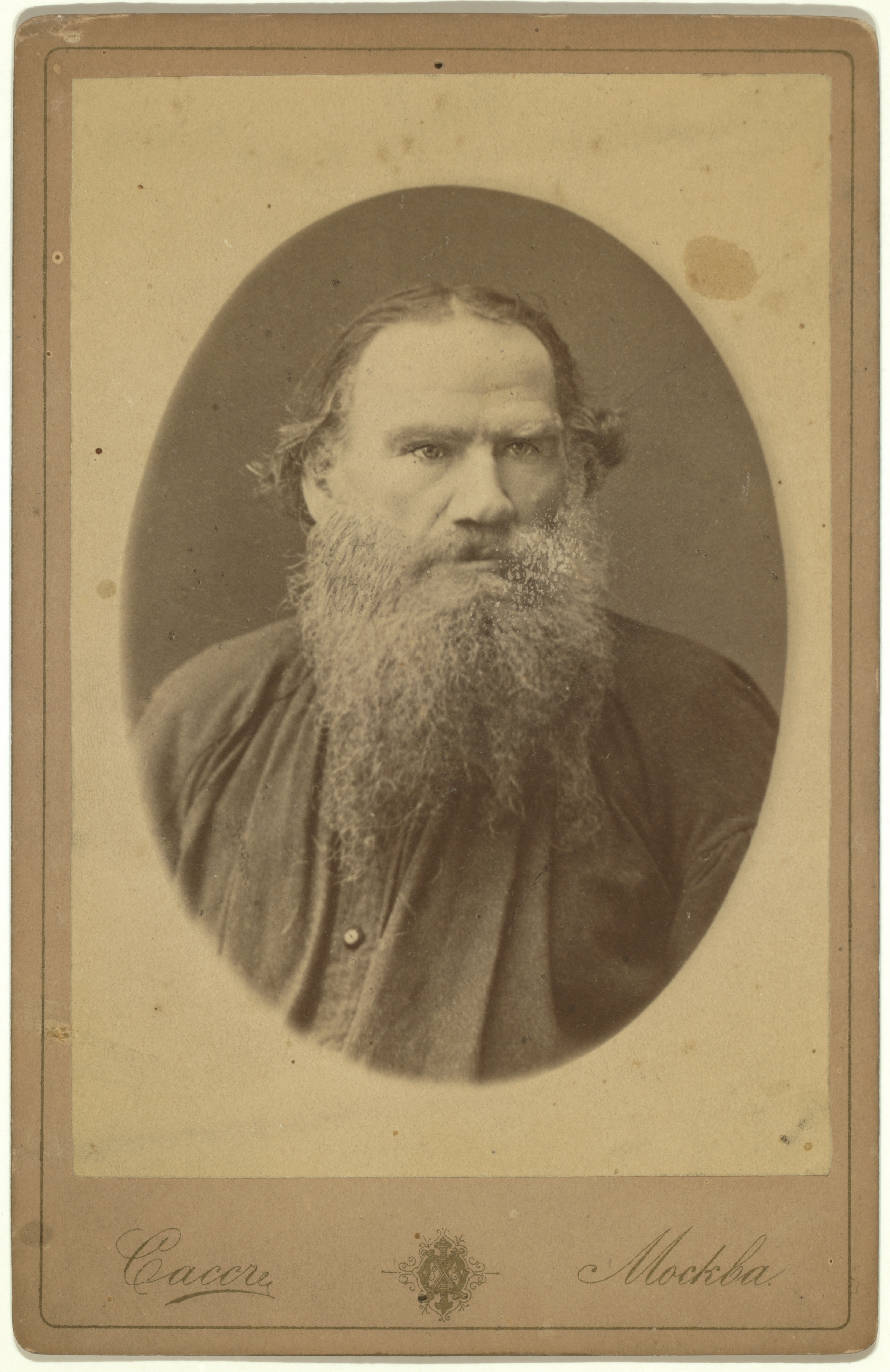
«Improvvisamente, sotto la barba del mužik, sotto il democratico camiciotto spiegazzato, apparì il vecchio signore russo, il magnifico aristocratico» osservò Gor'kij, a proposito di Tolstoj. Gor'kij definì Tolstoj «l'uomo più complesso del XIX secolo».

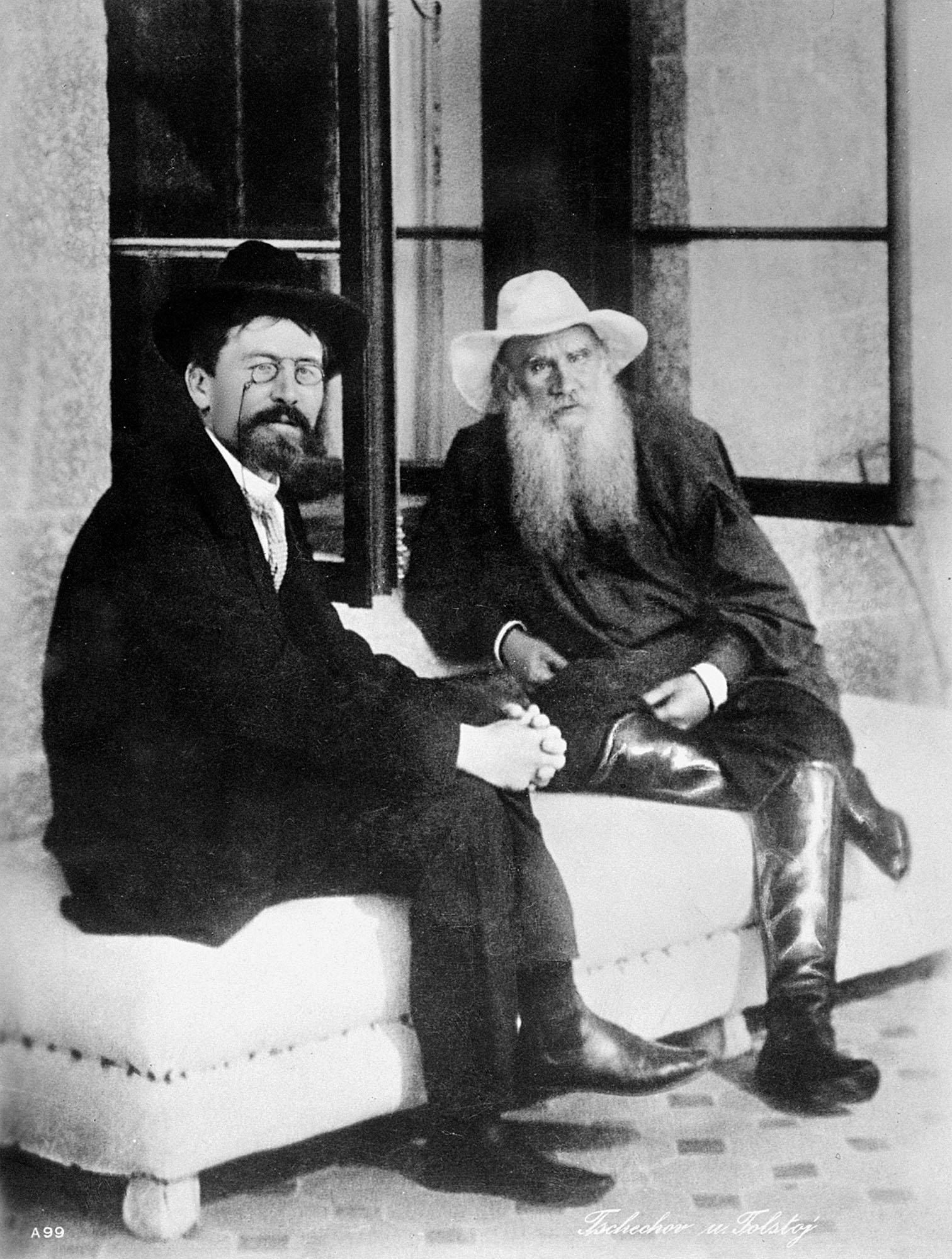
Anton Čechov, a partire dal 1887, nutre un vivo interesse per le idee di Tolstoj (nella foto i due siedono accanto). Lo va a trovare nel 1895 a Jasnaja Poljana e scriverà che Tolstoj gli aveva fatto «un'impressione meravigliosa. Mi sentivo a mio agio, come a casa; le conversazioni con Lev Nikolaevič erano liberissime».

Stimolata dall'impegno sociale, l'energia creativa dello scrittore è più che mai fervida: nella seconda metà degli anni ottanta essa produce alcuni tra i migliori racconti: Iljas (1885), La morte di Ivan Il'ič (Смерть Ивана Ильича [Smert' Ivana Il'iča], 1886), Il diavolo (1889-1890), la Sonata a Kreutzer (1889-1890), e i drammi La potenza delle tenebre (Власть тьмы [Vlast' t'my], 1886) e I frutti dell'istruzione (1886-1889). Degli anni novanta sono Il padrone e il lavorante (1894-1895), Alioscia Gorsciok (1896) e Padre Sergij (Отец Сергий, 1890-1898, pubblicato nel 1912).
Tolstoj si fa editore e, oltre alle proprie opere, inizia a diffondere decine di milioni di copie di testi formativi (come ad esempio la Didaché, i pensieri di Laozi e i Colloqui con sé stesso di Marco Aurelio) venduti per poche copeche al popolo russo. La casa editrice è chiamata Posrednik (L'intermediario) e si propone di istruire le masse.
Nell'estate del 1891 una grande carestia si abbatte sulle provincie centrali e sud-occidentali della Russia, per via di una siccità prolungata. In tale circostanza, Sof'ja è molto vicina al marito nell'aiutarlo a mobilitare una catena internazionale di soccorsi per i contadini che stanno morendo letteralmente di fame, ma il conflitto fra i coniugi torna ad inasprirsi subito dopo, quando Tolstoj trasmette ai giornali la sua decisione di rinunciare ai diritti d'autore per le opere scritte dopo la conversione. Nello stesso anno, lo scrittore si reca a Firenze per partecipare ad un convegno ecumenico dal titolo Conferenze sulla fusione di tutte le Chiese cristiane, dove si dichiara favorevole alla «proposta di fondere le Chiese cristiane in una sola che abbia per capo il Papa di Roma e per base la sua organizzazione esteriore nella formula cavouriana e per fondamento del suo pensiero le massime di Cristo e dell'Evangelo».
Intanto diventano sempre più tesi i rapporti con la censura e con la Chiesa ortodossa: la Sonata a Kreutzer (in cui Tolstoj intende, con la cronaca di un adulterio, esaltare indirettamente la castità evangelica) supera il veto solo per intervento personale di Alessandro III, dopo un incontro con la moglie dello scrittore. La crescente irritazione dei circoli governativi ed ecclesiastici è dovuta alle sue accese proteste contro le persecuzioni delle minoranze religiose in Russia – come i duchobory (per la cui migrazione egli devolverà gli introiti di Resurrezione) e i molokany –, alle sue roventi accuse contro la nobiltà, contro le istituzioni statali, contro la falsa morale dei potenti.
Del 1892 è Il primo gradino, a cui seguirà, qualche anno dopo, Contro la caccia (1895). Entrambi gli scritti sono degli accalorati manifesti in favore dei diritti degli animali e del vegetarianismo.
Nel 1896 scrive una Lettera agli italiani (che verrà pubblicata solo molti anni dopo) contro la guerra italo-abissina e nel 1899 una Lettera agli svedesi sulla renitenza alla leva.
Gli scritti saggistici e pubblicistici appaiono spesso meno concisi e lineari rispetto alle opere del Tolstoj narratore, ma ciò è dovuto al fatto che – desiderando egli dare maggiore importanza al contenuto che alla forma, alla comunicazione piuttosto che ai suoi modi – si proponeva di risultare il più chiaro possibile, a rischio di ripetersi mille volte e di apparire didascalico.
In Che cos'è l'arte? (1897) Tolstoj affida proprio all'arte – intesa, nella sua forma più pura, come un'attività di esortazione, attraverso i sentimenti, al bene e ai valori di fraternità – il compito di diffondere tra il popolo l'etica dell'amore.
Nell'agosto del 1897 riceve una visita di più giorni da parte di Cesare Lombroso, che desiderava incontrarlo. I due nuotano insieme nella tenuta di Jasnaja Poljana, ma quando l'italiano inizia a parlare delle proprie convinzioni sui criminali di nascita e sulla pena come difesa sociale, Tolstoj esplode esclamando: «Tutto ciò è delirio! Ogni punizione è criminale!».
Nel luglio del 1898 chiede ad alcuni amici russi e finlandesi di aiutarlo a fuggire in Finlandia, lontano dalla moglie e dalla famiglia, ma il tentativo viene poi abbandonato.

### Resurrezione
In Resurrezione (Воскресение [Voskresenie], 1889-1899) Tolstoj descrive l'angoscia profonda dell'uomo di coscienza (e in primo luogo dell'autore) stretto nel meccanismo della burocrazia statale, nel ferreo "ordine delle cose". Il romanzo denuncia in particolare la disumanità delle condizioni carcerarie e l'insensatezza delle vigenti istituzioni giudiziarie. Qual è la via di scampo? Un approccio radicale alla morale cristiana, intesa, quale buona novella rivolta agli ultimi della società, come iniziativa etica atta a migliorare concretamente la vita degli uomini oppressi su questa terra, nello spirito del Discorso della montagna ripetutamente citato da Tolstoj in quest'ultima sua grande fatica narrativa. Nechljudov, il protagonista del romanzo, vive le medesime rivoluzioni interiori dell'autore: l'iniziativa di donare (o meglio, "restituire") i propri possedimenti terrieri ai contadini, la volontà di rinunciare alla vita sfarzosa e mondana e di dedicare la propria esistenza al servizio dei dimenticati e alla liberazione degli sfruttati e degli oppressi. Anche Katiuša, la figura femminile con la quale e attraverso la quale Nechljudov cerca un riscatto, compie un cammino di redenzione morale, da prostituta a sposa. La "resurrezione" dei protagonisti avviene quindi nell'accezione metaforica di una rinascita etica, simile a quella vissuta (o perlomeno disperatamente cercata, nonostante le contrapposizioni con la moglie e i familiari) dallo stesso Tolstoj.

### La nascita di un movimento
Tolstoj ricevette lettere e visite da persone di ogni età ed estrazione sociale (tra cui Victor Lebrun) che avevano letto i suoi scritti (molti dei quali proibiti dalla censura) e ne ammiravano il pensiero morale e sociale. Sulla spinta di Vladimir Čertkòv (e non per iniziativa dello stesso Tolstoj, che era scettico verso tutto ciò che assomigliasse a una setta) nacque la corrente del tolstoismo, ispirata all'etica filosofico-religiosa di Tolstoj, e i cui seguaci saranno poi violentemente perseguitati sotto il regime comunista.

### La scomunica
Il 20-22 febbraio 1901 il Santo Sinodo scomunicò Tolstoj per le sue idee anarchico-cristiane e anarco-pacifiste. Konstantin Pobedonostsev, procuratore del Sinodo, aveva chiesto anni prima di rinchiudere con la forza Tolstoj in un monastero. Ma ormai lo scrittore aveva raggiunto una fama enorme e le persecuzioni non facevano che aumentarne la popolarità, tanto che la sua eliminazione fisica era ritenuta imprudente dagli stessi vertici politici, i quali si rendevano conto che in tal modo lo avrebbero reso un martire scatenando grandi rivolgimenti sociali. Scrisse Suvorin:
Furono organizzati cortei di solidarietà in favore di Tolstoj e la sua casa fu circondata da una folla osannante. Lo scrittore ribatté punto per punto alle accuse rivoltegli nel testo della scomunica scrivendo una Risposta alla deliberazione del sinodo (1901), in cui rivendicava il suo essere un onesto seguace di Cristo e della verità.

### Gli inizi del Novecento

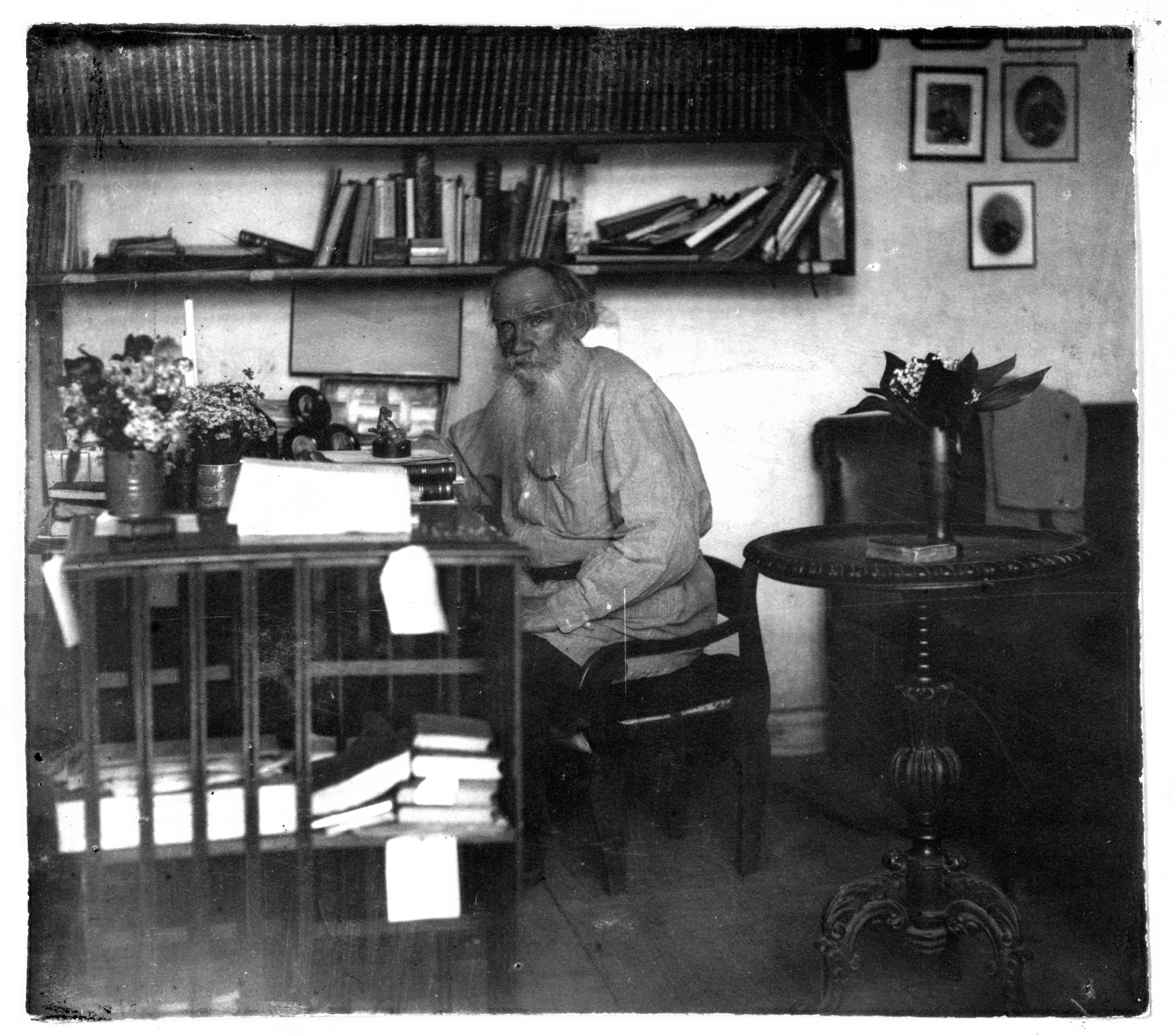
Tolstoj nel suo studio nel 1908

L'ultimo decennio vede allinearsi una serie di piccoli capolavori letterari, tra cui Chadži-Murat (Хаджи-Мурат, 1896-1904, pubblicato nel 1912), La cedola falsa (1902-1904, pubblicato nel 1911), Dopo il ballo (1903, pubblicato nel 1911), Appunti postumi dello starec Fedor Kuz'mič (1905, pubblicato nel 1912), Il divino e l'umano (1905) e il dramma Il cadavere vivente (1900, pubblicato nel 1911). In queste opere si avverte una continua oscillazione interiore: da una parte la fede nell'amore universale, nell'avvento del regno dell'armonia (il «Regno di Dio» in terra) attraverso mezzi pacifici, dall'altra la constatazione dell'estrema distanza tra tale avvento e la realtà. Così – se da un lato c'è l'ideale del contadino che tutto perdona e tutto sopporta e del perfezionamento morale come unica possibile salvezza – dall'altro ci sono le contraddizioni della realtà concreta in cui Tolstoj vive.
Nel 1900, dopo l'assassinio del re d'Italia Umberto I per mano dell'anarchico Gaetano Bresci, Tolstoj scrive l'articolo Non uccidere.
Nel 1901 lo scrittore è candidato al Premio Nobel per la letteratura e gli osservatori lo danno per favorito, tanto che Tolstoj si affretta a scrivere ad un giornale svedese perché l'importo della vincita sia devoluto ai duchobory (ai quali egli aveva già donato gli introiti di Resurrezione), ma il premio viene poi assegnato a Sully Prudhomme.
Allo scoppio della guerra russo-giapponese, lo scrittore invoca con forza la pace (Contro la guerra russo-giapponese, 1904), ma proprio suo figlio Andrej, ventiseienne, si arruola come volontario per combattere al fronte, suscitando lo sdegno del padre; tuttavia Andrej verrà congedato dall'esercito, dopo qualche mese, per disturbi nervosi.
L'anno successivo, davanti alla Rivoluzione russa del 1905 Tolstoj implora:

Egli profonde le sue ultime energie nel cercare di comprendere i drammatici avvenimenti d'inizio secolo e nell'insistere a chiedere – come una voce che grida nel deserto – delle soluzioni di pace ad un mondo che scivola verso l'abisso del conflitto globale (Divino e Umano, 1905; Perché?, 1906; Sull'annessione della Bosnia e dell'Erzegovina all'Austria, 1908; Chi sono gli assassini, 1908-1909). 

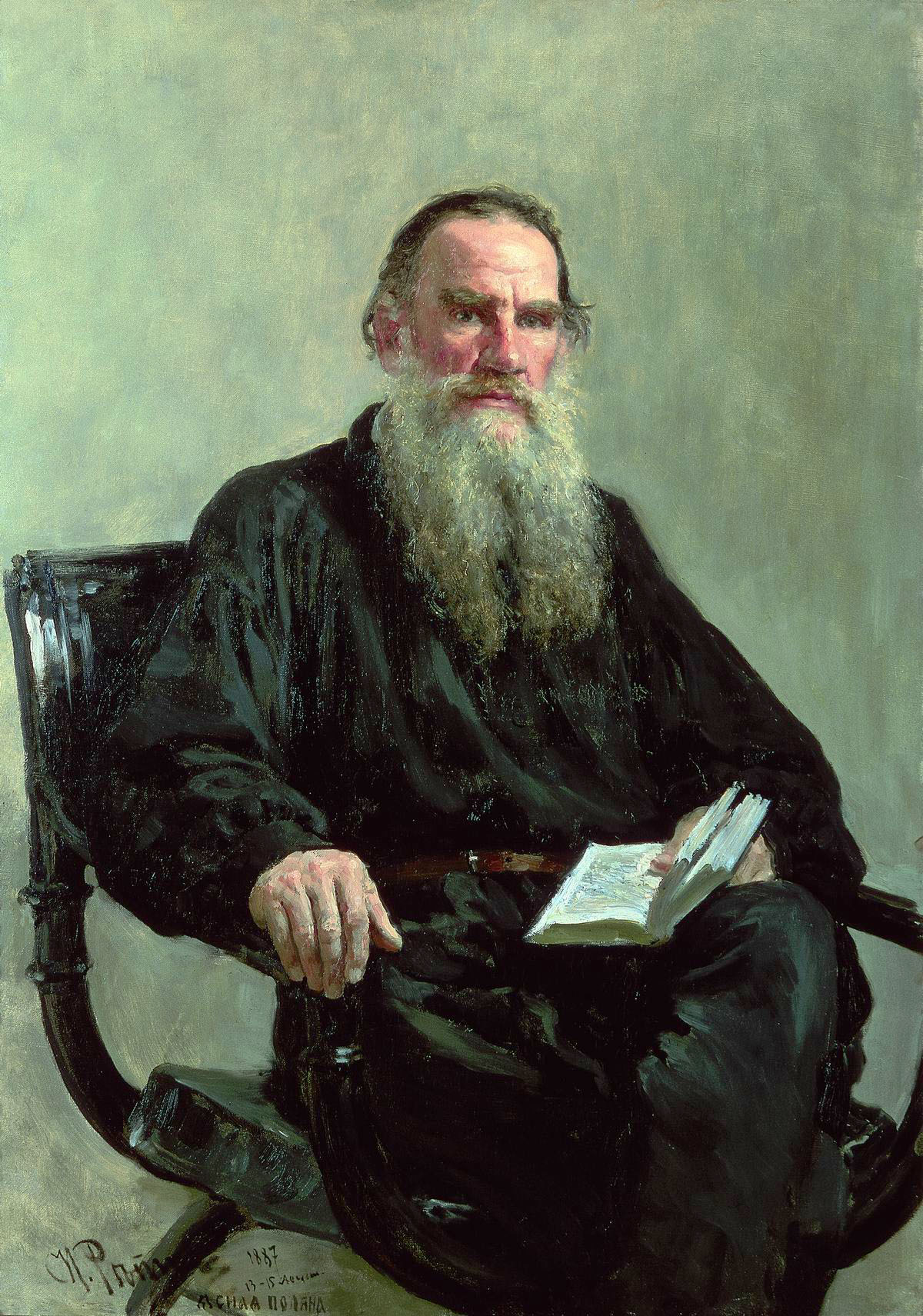
Lo scrittore in un ritratto di Il'ja Efimovič Repin (1887).

Del 1908 è la Lettera a un indù, che viene apprezzata e diffusa da Gandhi, il quale inizierà, l'anno successivo, uno scambio epistolare con Tolstoj.
Nel 1909 lo scrittore tenta – con appelli alla Duma di Stato e a Stolypin – di convincere il governo ad abolire la proprietà privata della terra, onde scongiurare una grande rivoluzione, che egli reputa imminente. Già nel precedente articolo Al popolo lavoratore (1902) Tolstoj aveva affrontato l'argomento, individuando nella proprietà fondiaria la maggiore ingiustizia sociale presente. La liberazione della terra tuttavia non doveva avvenire con la violenza, ma tramite il boicottaggio (dei contadini a lavorare la terra altrui) e la disobbedienza (dei soldati nel reprimere le occupazioni). Per quanto riguarda la ridistribuzione della terra, una volta liberata, egli appoggiava il progetto di Henry George, ossia l'imposta unica sulla terra.
Nel luglio dello stesso anno, riceve un invito al congresso della pace a Stoccolma e inizia a preparare una conferenza; ma la moglie si oppone alla sua partenza, minacciando – come altre volte – il suicidio e costringendo Tolstoj a restare a casa.

### La fuga e la morte
Desideroso di compiere il tanto vagheggiato "salto" decisivo col quale avrebbe lasciato tutto per Cristo, Tolstoj mise finalmente in pratica il progetto di andarsene di casa. Il crescendo di liti con la moglie e con i figli (da parte dei quali aveva il terrore di subire violenze atte a fargli redigere in loro favore un testamento) gli causava del resto enormi sofferenze. Così, nella notte del 28 ottobre 1910 (secondo il calendario giuliano), dopo essersi accorto che la moglie frugava di nascosto fra le sue carte, lo scrittore, sentendosi più che mai oppresso, si allontanò di soppiatto da Jasnaja Poljana, dirigendosi verso la Crimea su treni di terza classe, accompagnato dal medico personale Dušàn Makovitskij, il quale gli era anche amico fidato.
Sulla sua scrivania – a testimoniare le paure degli ultimi giorni – era rimasta aperta una copia dei Fratelli Karamazov di Dostoevskij al punto in cui il figlio si abbandona alle vie di fatto con il padre. Lasciò scritte queste parole per la moglie:
Durante il viaggio, a causa del freddo e della vecchiaia, lo scrittore ben presto si ammalò gravemente di polmonite e non poté andar oltre alla stazione ferroviaria di Astàpovo. Accorsero parenti, amici (tra cui il suo segretario Valentin Bulgakov) e giornalisti ad attorniare il morente. Febbricitante, Tolstoj dettò alla figlia Aleksandra (la prima tra i familiari ad averlo raggiunto) questi pensieri per il Diario:
Cercava sempre, ed era ormai vegliardo.
Cercava ancora, al raggio della vaga
lampada, in terra, la perduta dramma.
L'avrebbe forse ora così sorpreso
con quella fioca lampada pendente,
e gliel'avrebbe con un freddo soffio
spenta, la Morte. E presso a morte egli era; [...]
Ed e' vestì la veste rossa e i crudi
calzari mise, e la natal sua casa
lasciò, lasciò la saggia moglie e i figli,
e per la steppa il vecchio ossuto e grande
sparì. [...]
(Giovanni Pascoli, Tolstoi, vv. 1-7, 23-27, in Poemi italici, Bologna, N. Zanichelli, 1911, pp. 57-58)
Le sue ultime parole furono: «Svignarsela! Bisogna Svignarsela!» E: «La verità... Io amo tanto... come loro...»
Fu impedito alla moglie di avvicinarsi al capezzale se non poco prima che egli spirasse e quand'era ormai già privo di conoscenza, la mattina del 7 novembre 1910.
In riferimento a Tolstoj sul letto di morte, Boris Pasternak scrisse:

### La sepoltura

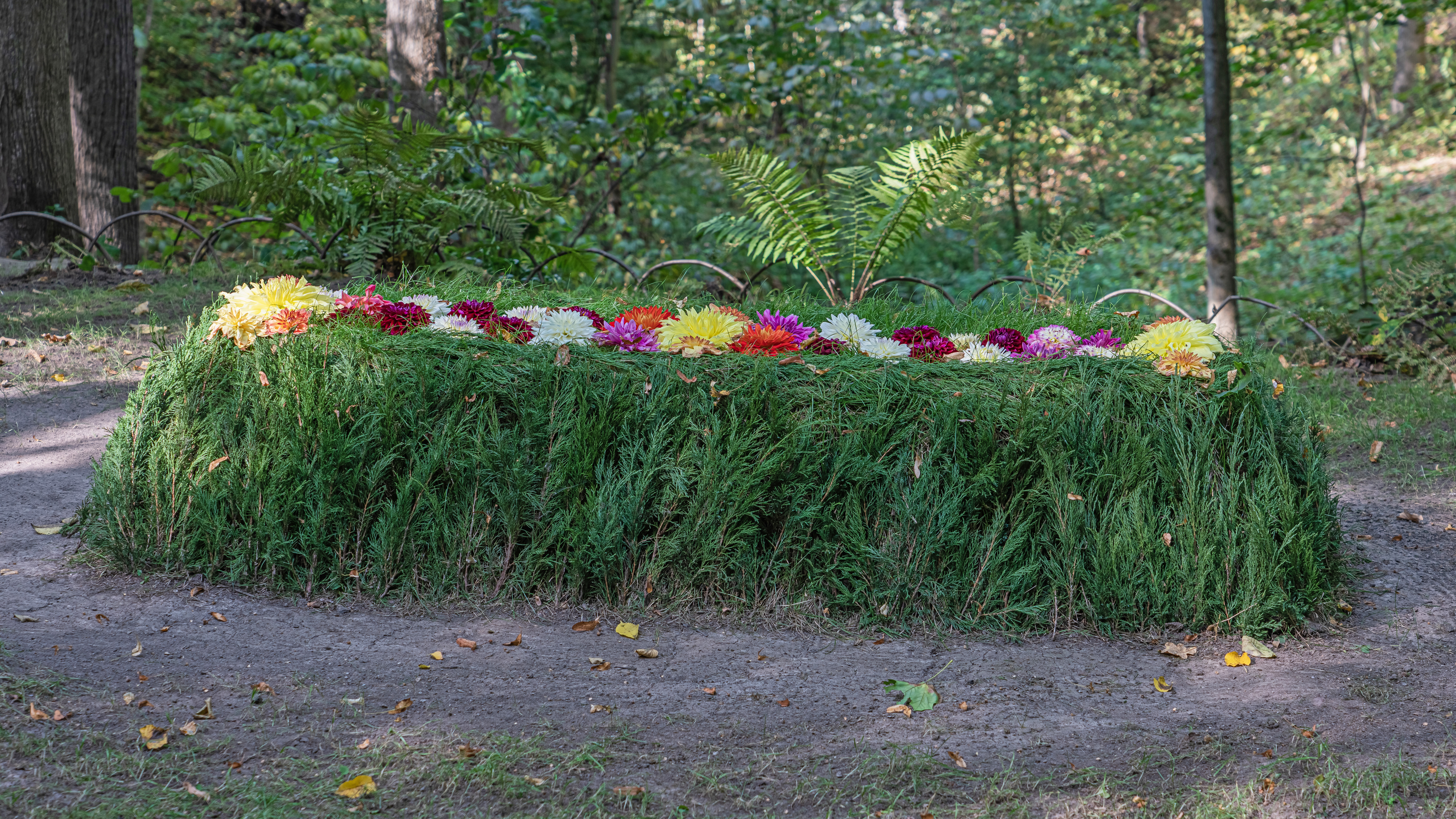
Il sepolcro di Tolstoj

Fu sepolto nei pressi della sua casa. La tomba è semplicissima, con il cumulo di terra e la sola erba, senza croce, senza nome, sull'orlo di un piccolo burrone. Aveva indicato lui il luogo, lo stesso nel quale era sepolto – ricordo dell'amato fratello maggiore Nikolaj – un "bastoncino verde" simbolo delle speranze dell'umanità, come raccontato da Tatiana:

## Anniversari e studi
Decine sono state le manifestazioni organizzate per la ricorrenza dei cento anni della morte dello scrittore, dalla Germania agli Stati Uniti, con la pubblicazione di nuove traduzioni delle sue opere. La tenuta di Jasnaja Poljana rimane il centro dell'attività degli studiosi di Tolstoj e della sua famiglia. Nell'estate 2010 si sono riuniti più di 350 discendenti dello scrittore i quali si incontrano, all'incirca una volta ogni 4 anni, per conoscersi meglio e scambiarsi opinioni sul da farsi. L'informatizzazione dei capolavori e degli studi a loro dedicati è la direzione intrapresa. I russi apprezzano il lavoro finora svolto, a giudicare dai più di 3 milioni di contatti con il sito Internet dedicato a Tolstoj.

## Opere
(Tra parentesi sono indicati il titolo originale russo e la traslitterazione in caratteri latini, con l'anno di pubblicazione)

### Romanzi
- Infanzia (Детство, Detstvo, 1852)
- Adolescenza (Отрочество, Otročestvo, 1854)
- Giovinezza (Юность, Junost' , 1856)
- I cosacchi (Казаки, Kazaki, 1863)
- Guerra e pace (Война и мир, Vojna i mir, 1869)
- Anna Karenina (Анна Каренина, Anna Karenina, 1877)
- Resurrezione (Воскресение, Voskresenie, 1899)

### Romanzi brevi
- Felicità familiare (Семейное счастье, Semejnoe sčast'e, 1859)
- La morte di Ivan Il'ič (Смерть Ивана Ильича, Smert' Ivana Il'iča, 1886)
- Sonata a Kreutzer (Крейцерова соната, Krejcerova Sonata, 1891)
- Denaro falso o La cedola falsa (Фальшивый купон, Fal'shivyi kupon, 1911, scritto 1896-1904)
- Il diavolo (Дьявол, D'javol, 1911, scritto 1889-1890)
- Chadži-Murat (Хаджи-Мурат, Chadži-Murat, 1912, scritto 1896-1904)
- Padre Sergij (Отец Сергий, Otec Sergij, 1912, scritto 1890-1898)

### Racconti
- Storia della giornata di ieri (История вчерашнего дня, Istorija včerašnego dnja, 1850)
- L'incursione. Racconto di un volontario (Набег, Nabeg, 1852)
- La notte di Natale (Святочная ночь, Svjatočnaja noč', 1853)
- Zio Zhdanov e il cavalier Chernov (Дяденька Жданов и кавалер Чернов, 1854, ma pubblicato nel 1932)
- Memorie di un marquer (Записки маркера, Zapiski markera, 1855)
- Il taglio del bosco (Рубка леса, Rubka lesa, 1855)
- Racconti di Sebastopoli (Севастопольские рассказы, Sevastopol'skie rasskazy, 1855-56)
  - Sebastopoli nel mese di dicembre (Севастополь в декабре месяце)
  - Sebastopoli in maggio (Севастополь в мае)
  - Sebastopoli nell'agosto del 1855 (Севастополь в августе 1855 года)
- La tormenta, (Метель, Metel', 1856)
- Inizio di un racconto fantastico (Начало фантастического рассказа, Nečalo fantastičeskogo razskaza, 1856)
- I due ussari (Два гусара, Dva gusara, 1856)
- Dai ricordi del Caucaso: Il degradato (Разжалованный, Iz Kavkazskich vospominanij, 1856)
- La mattinata di un proprietario terriero (Утро помещика, Utro pomeščika, 1856)
- Incontro nel distaccamento con un conoscente di Mosca (1856)
- Memorie di un marito. Frammento (Записки мужа, Zapiski muža, 1857)
- Dalle memorie del principe Nechljudov: Lucerna (Люцерн, Ljucern, 1857)
- Fiaba di come un'altra fanciulla Vàrin'ka si fece grande in fretta (Сказка о том, как другая девочка Варинька скоро выросла большая, Skazka o tom, kak drugaja devočka Vàrin'ka skoro vyrosla bol'šaja, 1858)
- Tre morti (Три смерти, Tri smerti, 1858)
- Al'bèrt (Альберт, Al'bert, 1858)
- La radiosa resurrezione di Cristo (Светлое Христово Воскресенье, Svetloe Christovo voskresenie, 1858)
- Come muoiono i soldati russi o L'allarme (Как умирают русские солдаты, Kak umirajut russkie soldaty - Trevoga, 1858)
- Nota sul tema della nobiltà (Записка о дворянском вопросе, 1858, pubblicato nel 1935)
- Idillio (Идиллия, Idillija, 1861)
- Frammenti di racconti della vita di campagna (Отрывки рассказов из деревенской жизни, 1861)
- Polikuška (Поликушка, Polikuška, 1863)
- Il sogno (Сон, Son, 1863)
- La battuta col bivacco (Отъезжее поле, Ot'ezžee pole, 1865)
- L'assassino della moglie (Убийца жены, Ubijca ženy, 1865)
- Stepàn Semënyč Prozorov (Степан Семеныч Прозоров, Stepàn Semënyč Prozorov, 1869)
- L'oasi (Оазис, Oazis, 1869)
- Dio vede quasi tutto, ma aspetta (Бог правду видит, да не скоро скажет, Bog pravdu vidit, da ne skoro skažet, 1872)
- Il prigioniero del Caucaso (Кавказский Пленник, Kavkazskij Plennik, 1872)
- La caccia all'orso nordico (1872)
- Fiaba (Сказка, Skazka, 1873)
- Vita e passione di Giustino filosofo martire (in russo Житие и страдание мученика Юстина Философа?, Žitie i stradanie mučenika Ûstina Filosofa, 1874)
- Racconti dal «Nuovo abecedario» (Новая азбука, Novaia Azbuka, 1875)
- I quattro libri russi di lettura (Русские книги для чтения, Russkie knigi dlja čtenija, 1875)
- Una conversazione sulla scienza (1879)
- Le dispute sulla fede al Cremlino (1879)
- Viveva in un villaggio un uomo giusto (Žil v sele čelovek pravednyi..., 1880)
- Due cavalli (Две лошади, 1880)
- Memorie di un cristiano (Zapiski christianina, 1880)
- Storia di un aeronauta (Рассказ Аэронавта, 1880)
- Cosa fa vivere gli uomini (Чем люди живы, Čem ljudi živy?, 1881)
- I due viandanti (Dva starika, 1884)
- Le memorie di un pazzo (Записки сумасшедшего, Zapiski sumasšedšego, 1884)
- Camminate nella luce finché avete luce (Chodite v svete poka est' svet, 1885)
- Cholstomér. Storia di un cavallo (Холстомер, Cholstomer, 1885, scritto nel 1863)
- Quel che è del nemico si appiccica, quel che è di Dio sta saldo (Вражье лепко, а божье крепко, Vraž'e lepko, a Boz'e krepko, 1885)
- Dove c'è amore c'è Dio (Где любовь, там и Бог, Gde ljubov', tam i Bog, (1885)
- I due fratelli e l'oro (Два брата и золото, Dva brata i zoloto, 1885)
- Il'jàs (Ильяс, Il'jàs, 1885)
- Le bambine sono più furbe dei vecchi (Девчонки умнее стариков, Devčenki umnee starikov, 1885)
- La candelina (Свечка, Svečka, 1885)
- I due vecchi (Два старика, Dva starika, 1885)
- Passione del santo martire Teodoro on Perga Pamfilia (Stradanija svjatago mučenika Feodora v Pergij Panfiliiskoj, 1885)
- 18 di maggio. Passione dei santi Pietro, Dioniso, Andrea, Paolo e Cristina (Stradanija svjatych Petra, Andreja, Pavía i Christiny, 1885)
- Il corso dell'acqua (Tečenie vody, 1885)
- La fiaba di Ivàn lo scemo e dei suoi due fratelli Semën guerriero e Taràs pancione e della loro sorella Malan'ja che era muta e di un diavolo vecchio e di tre diavoletti o Ivan lo scemo (Сказка об Иване—дураке, Skazka ob Ivane durake i ego dvuch brat'jach..., 1886)

- Come un diavoletto riscattò un pezzo di pane (Как чертенок краюшку выкупал, Kak čertenenok krajušku vykupal, 1886)
- Il figlioccio (Крестник, Krestink, 1886)
- Il peccatore pentito (Кающийся грешник, Kajuščijsja grešnik, 1886)
- I tre Starcy (Три старца, Tri startsa, 1886)
- Un chicco grande come un uovo di gallina (Зерно с куриное яйцо, Zerno s kuriinoe jajtso, 1886)
- Il lavorante Emel'jàn e il tamburo vuoto (Работник Емельян и пустой барабан, Rabotnik Emel'jan i pustoj baraban, 1886)
- Se di molta terra abbia bisogno un uomo (Много ли человеку земли нужно, Mnogo li čeloveku zemli nužno, 1886)
- Finale della leggenda piccolorussa «Quarant'anni» pubblicata da Kostomarov nel 1881 (Okončanie malorossijskoj legendy «Sorok let», 1887)
- La bottega del caffè di Surat (Суратская кофейная, Suratskaja kofejnaja, 1887, da Bernardin de Saint-Pierre)
- I tre figli (Три сына, Tri syna, 1887)
- In un regno lontano lontano (1890)
- Costa caro (Дорого стоит, Dorogo stoit, 1890, da Guy de Maupassant)
- Françoise (Франсуаза, Fransuaza, 1891, da Guy de Maupassant)
- Una madre (Мать, Mat', 1891)
- Chi ha ragione? (Кто прав?, Kto prav?, 1891)
- Il tribunale («O sude», 1891)
- Karma (Карма, Karma, 1894)
- Il sogno del giovane zar (Сон молодого царя, 1894)
- Il padrone e il lavorante (Хозяин и работник, Chozjain i rabotnik, 1895)
- Una scintilla trascurata brucia la casa o Il fuoco che non sorvegli non lo spegni più (Упустишь огонь—не потушишь, Upustiš' ogon', ne potušiš', 1898, scritto 1885)
- Tre parabole (Три притчи, Tri pritči, 1895)
- Vergogna (Стыдно, 14 dicembre 1895)
- Il re e i suoi assistenti (Царю и его помощникам, 1901)
- La distruzione dell'inferno e la sua restaurazione (Разрушение ада и восстановление его, Razrušenie ada i vosstanovlenie ego, 1903)
- Tre fiabe (1903)
  - Il re assiro Asarhaddon (Ассирийский царь Асархадон, Assiirskij tsar' Asarchadon)
  - Tre quesiti (Три вопроса, Tri voprosa)
  - La fatica, la morte, la malattia (Trud, smert' i bolezn')
- Il processo a Socrate e la sua difesa (Sud nad Sokratom i ego zaščita, 1904, da Platone)
- La morte di Socrate (Smert' Sokrata, 1904, da Platone)
- Alëša Bricco (Алеша Горшок, Alëša Goršok, 1905)
- Il divino e l'umano (Божеское и человеческое, Bežeskoe i čelovečeskoe, 1906)
- La preghiera (Molitva, 1905)
- Kornèj Vasil'ev (Корней Васильев, Kornej Vasil'ev, 1905)
- Perché? (За что?, Za čto?, 1906)
- Cosa ho visto in sogno (Что я видел во сне, Čto ja videl vo sne..., 1906)
- Padre Vasilij (Отец Василий, Otets Vasilij, 1906)
- Le bacche (Ягоды, Jagody, 1906)
- Kornèj Vasil'ev (Корней Васильев, Kornej Vasil'ev, 1906)
- Racconti del «Ciclo di lettura per i bambini» (Detskij krug čtenija, 1907)
  - La povera gente (Бедные люди)
  - Fedotka (Fedotka)
  - Il vecchio in chiesa (Starik v tserkvi)
  - Paleček il buffone (Sut Paleček)
- Il figlio del ladro (Воров сын, Vorov syn, 1908, da Nikolaj Semënovič Leskov)
- La forza dell'infanzia (Сила детства, Sila detstva, 1908, da Victor Hugo)
- Buddha (Budda, 1908)
- Il lupo (Волк, Volk, 1908)
- La parabola dell'uomo buono (1908)
- Era il 7 di novembre del 1897 (Roženitsa, 1908)
- Due diverse versioni della storia di un'arnia dal tetto di tiglio (Dve razlinčnye versii istorii ul'ja lubočnoj kryšoj, 1909)
- Conversazione di un padre con il figlio (Razgovor ottsa s synom, 1909)
- Lo ieromonaco Iliodor (Ieromonach Iliodor, 1909)
- Chi sono gli assassini? (Predislovie k rasskazu «Ubiitsy» - Kto ubiitsy? Pavel Kudrjàš, 1909, prefazione al racconto Gli assassini Pavel Kudrjàš)
- Conversazione con un passante (Разговор с прохожим, Razgovor s prochožim, 1909)
- Il viaggiatore e il contadino (Проезжий и крестьянин, Proezžij i krest'janin, 1909)
- Canti al villaggio (Песни На Деревне, Pesni Na Derevne, 1909)
- Racconto per bambini (Rasskaz dlja detej, 1910)
- La buona terra (Благодарная почва, Blagodarnaja počva, 1910)
- Tre giorni in campagna (Три дня в деревне, Tri dnja v derevne, 1910)
- La Chodynka (Ходынка, 1910)
- Senza accorgersi (Нечаянно, Nečajanno, 1910)
- Non ci sono colpevoli al mondo (Net v mire vinovatych, 1910, tre stesure)
- C'era una volta uno zar giovane (1910)
- La saggezza dei bambini (Detskaja mudrost', 1910, scritto 1885)
- Dopo il ballo (После бала, Posle bala, 1911, scritto 1903)
- Memorie postume dello starets Fëdor Kuzmič (Посмертные записки старца Федора Кузьмича, Posmertnye zapiski startsa Fedora Kuzmiča, 1912, scritto 1905)

### Opere teatrali
- La famiglia infetta o La famiglia contagiata (Зараженное семейство, 1864)
- Il nichilista (1866)
- La potenza delle tenebre (Власть тьмы, Vlast' t'my, 1886)
- Il primo distillatore (1886)
- I frutti dell'istruzione (Плоды просвещения, Plody prosveščenija, 1891, scritto 1886-1890)
- La causa di tutto (1910)
- Il cadavere vivente (Живой труп, Živoj trup, 1911, scritto 1900)
- E la luce risplende nelle tenebre (Власть тьмы, 1911, scritto incompiuto 1894-1896)

### Opere filosofiche, pedagogiche e morali
- Regole di vita [Pravila zizni] (1847-1854)[55]
- Articoli nella rivista sull'educazione «Jasnaja Poljana» (1861-1862)
- Sull'importanza dell'istruzione popolare (1862)
- Saggio di teologia dogmatica (1880)
- Perché vivo? (Чем люди живы, 1881)
- La confessione (Исповедь, Ispoved', 1882)
- La mia fede (В чём моя вера?, V čëm moja vera?, 1884)
- Che fare? (Так что же нам делать?, Tak čto že nam delat’, 1886)
- Della vita (О жизни, O žizni, 1887-88)
- È tempo di recuperare! (Круг чтения, 1888)
- Perché la gente si droga? (Для чего люди одурманиваются?, 1891)
- Il primo gradino (Первая ступень, 1892)
- Il non agire (1893)
- Il regno di Dio è in voi (Царство Божие внутри вас, Carstvo Božie vnutri vas, 1893)
- Cristianesimo e patriottismo (1894)
- Che cos'è l'arte? (Что такое искусство?, Čto takoe iskusstvo?, 1897)
- Lettera ai Liberali (1898)
- La schiavitù del nostro tempo (1900)
- L'educazione religiosa (1901)
- Patriottismo e governo (1901)
- Al clero (1902)
- Che cos'è la religione e quale ne è l'essenza? (1902)
- Contro la proprietà fondiaria (ai lavoratori) (1903)
- Distruzione dell'inferno e sua restaurazione (1903)
- Pensieri di saggi per ogni giorno (Mysli mudrych ljudej na každyj den′, 1903)
- Denaro e lavoro (1903)
- Il bastoncino verde (1905)
- Guerra e rivoluzione (1906)
- Per tutti i giorni (Na každyj den′, 1906-1907)
- La legge della violenza e la legge dell'amore (1908)
- La schiavitù moderna (1908)
- La via della vita (Put’žizni, 1910)

### Altro
- Diari (1847-1910)
- Lettere (1845-1910)

## Omaggi nella letteratura e nel cinema

### Poesie
- A Leone Tolstoi Ode (1887), dalle Poesie religiose di Mario Rapisardi
- Giovanni Pascoli, Tolstoi, in Poemi italici, Bologna, N. Zanichelli, 1911, pp. 55-76.

### Romanzi
- Grazia Livi, Lo sposo impaziente, Milano, Garzanti, 2006.[56]
- Barbara Alberti, Sonata a Tolstoj, Milano, Baldini Castoldi Dalai Editore, 2010.

### Film
- Abbandono del grande vecchio - La vita di Lev Tolstoj (Уход великого старца - Жизнь Л. Н. Толстого), regia di Jakov Aleksandrovič Protazanov (1912)
- Lev Tolstoj (Лев Толстой), regia di Sergej Apollinarievič Gerasimov (1984)
- The Last Station, regia di Michael Hoffman (2009), basato sul romanzo L'ultima stazione - Il romanzo degli ultimi giorni di Tolstoj di Jay Parini